# 马泗乡
马泗乡，是中华人民共和国广西壮族自治区来宾市忻城县下辖的一个乡镇级行政单位。

## 行政区划
马泗乡下辖以下地区：
马泗村、联团村、龙图村、五龙村、同古村和塘岭村。